# Goffredo Cappa
Goffredo Cappa - cunoscut și sub numele de Gioffredo Cappa sau Jofredus Cappa - (n. 1644 la Saluzzo, d. 1717 la Torino a fost un lutier Italian cunoscut pentru viorile și vioncelelor. După ce a lucrat în atelierul familiei Amati la Cremona, Goffredo Cappa și-a deschis propriul său atelier la Saluzzo.